# أحمد بلامر
أحمد بلامر (بالإنجليزية: Ahmed Plummer)‏ هو لاعب كرة قدم أمريكية أمريكي، ولد في 26 مارس 1976 في وويومينغ في الولايات المتحدة.

## وصلات خارجية
- أحمد بلامر على موقع مرجع كرة القدم المحترفة.كوم (الإنجليزية)